# Олаві Пааволайнен
Олаві Пааволайнен (фін. Olavi Paavolainen; 17 вересня 1903 — 19 липня 1964) — фінський письменник, поет, есеїст і журналіст. У ранні роки публікувався під псевдонімом Лаурі Олаві. Пааволайнен був ключовою постаттю літературного гуртка «Tulenkantajat» і одним з найвпливовіших літераторів у Фінляндії в міжвоєнний період. Він був прихильником ліберальних і європейсько-орієнтованих культурних поглядів.

## Життєпис
Наприкінці 1920-х Пааволайнен писав нариси, що оспівували міське життя, технології і ревучі машини. На нього мала вплив творчість італійського поета-футуриста Філіппо Марінетті (1876—1944) і французького інтелектуала Андре Жида (1869—1951).
Перша книга Олаві Пааволайнена «Nykyaikaa etsimässä» (1929, «В пошуках нинішнього часу»), містить зібрання його творів 1920-х років.
У 1930-х творчість Пааволайнена сфокусувалася на посиленні авторитарних режимів Європи і їхніх обіцянок створити нову людину і нове суспільство.
Після його поїздок Олаві до нацистської Німеччини (1936) і в Південну Америку (1937), він написав три есеї для книги «Kolmannen Valtakunnan vieraana» (1936, «Гість Третього Рейху»), «Lähtö ja loitsu» (1937, «Шлях і закляття») і «Risti ja hakaristi» (1938, «Хрест і свастика»), відомі разом як трилогія «Pako pimeyteen» («Втеча в темряву»). Головною темою цих книг є характер політичних і культурних змін, які охопили сучасне суспільство.
Запланована книга про його відвідування Совєцького Союзу (1939) була написана через початок Другої світової війни. Остання книга Пааволайнена «Synkkä yksinpuhelu» (1946 «Похмурий монолог») була багато в чому заснована на його щоденникових записах 1941—1944, коли він служив у фінській армії.

### Ранні роки
Олаві Пааволайнен народився в 1903 в селі Ківеннапа Виборзької губернії Великого князівства Фінляндського.
Походив з родини державних службовців і солдатів.
Батько Піетарі (Пекка) Пааволайнен був адвокатом і членом парламенту.
Мати — Еліс Лора (Лефгрена).
У 1914 переїхав до Гельсінкі, де вже у віці 12 років почав писати вірші. Пізніше вивчав естетику і літературу в Гельсінському університеті з 1921 по 1925, але не закінчив його. Під час навчання в університеті Пааволайнен почав публікувати критичні статті та вірші.
Юна поетеса Катрі Вала, чиї перші книги вийшли в 1924, зіграла важливу роль у виборі Пааволайненом літературної кар'єри. У тому ж році твори Пааволайнена увійшли до антології «Nuoret runoilijat» («Молоді поети») під псевдонімом Лаурі Олаві, яким він користувався кілька років.

## Літературна кар'єра

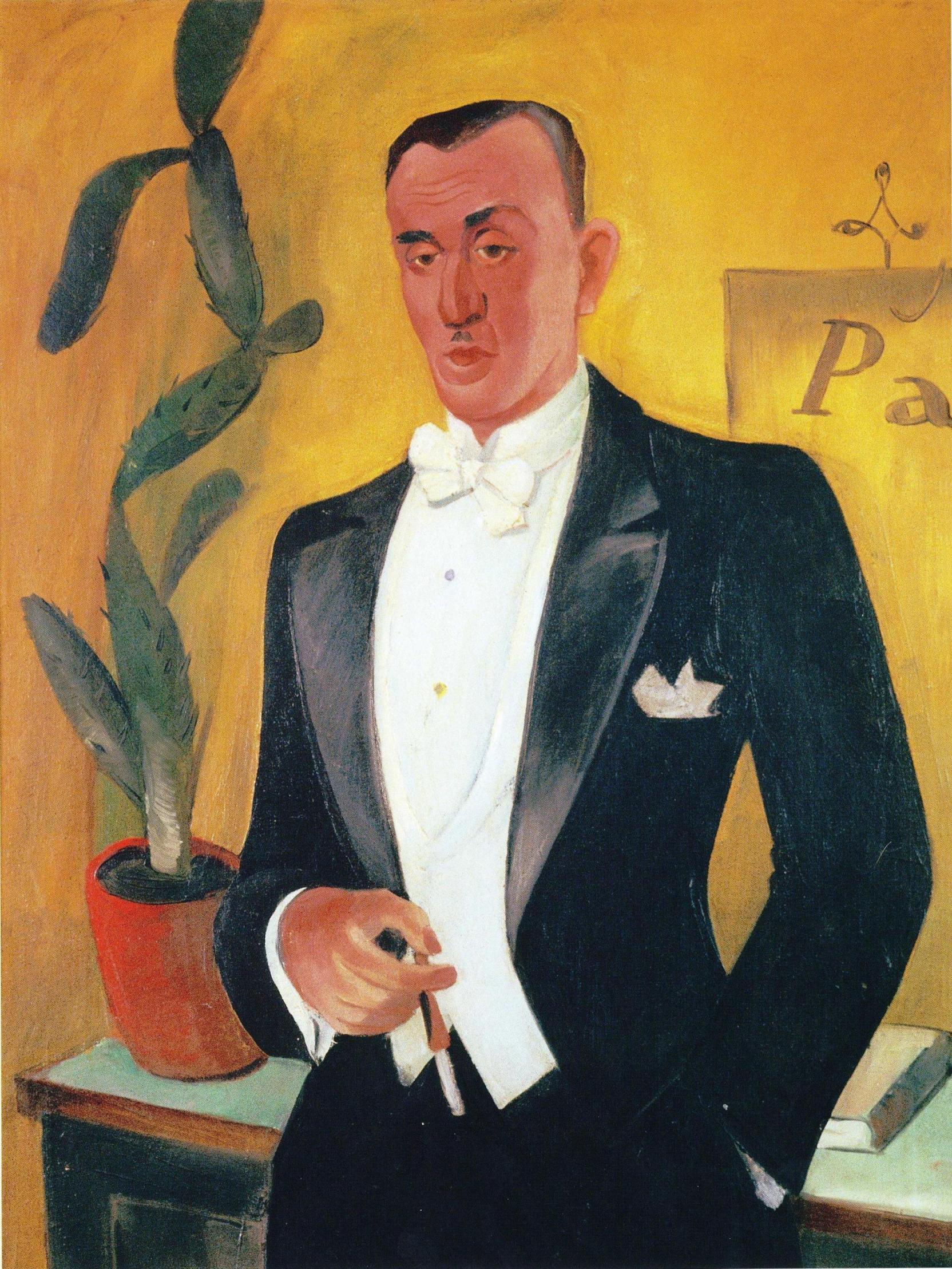
Вяйне Куннас. Олаві Пааволайнен, 1928

У 1927 Пааволайнен вирушив до Парижу і жив там з квітня по кінець липня. Про свої враження від цієї поїздки він написав у журналі «Ylioppilaslehti» під редакцією Урго Кекконена. Його перша збірка віршів «Valtatiet» («Автомагістралі»), написана спільно з Мікою Валтарі, була опублікована у 1928. Ці вірші перейняті автомобільним романтизмом. У наступному році Пааволайнен випустив збірку есеїв «Nykyaikaa etsimässä» («У пошуках нинішнього часу»), присвячених модернізації Європи після Першої світової війни.
У цій книзі автор передавав атмосферу урбанізованого Гельсінкі: «Ці явища зовсім не обмежувалися Берліном, де вони виявилися найбільш виразно у зв'язку зі сформованими обставинами. Те ж відбувалося в Мадриді, Парижі, Лондоні, Нью-Йорку, Гельсінкі. Їхньою назвою був джаз. Банджо, барабани і саксофони? Негри з гримасами на обличчях».
У 1928–1929 Пааволайнен служив у Фінській армії.
У 1930 на короткий час став редактором журналу «Tulenkantajat». У той період він мав фінансові труднощі. Консервативна атмосфера фінського суспільства початку 1930-х років гнітила Пааволайнена. Він вважав, що необхідно «дати голос новій ері швидкості, механізації, космополітизму, колективізму і європейського досвіду». У 1932 опублікував збірки віршів «Keulakuvat» і «Suursiivous».
У 1933–1934 Пааволайнен працював у Гельсінкі в рекламному агентстві.
У 1935 році став рекламним менеджером швейної компанії в Турку.
Після звільнення повернувся в Гельсінкі.
У 1936 здійснив поїздку в Третій рейх, де відвідав з'їзд НСДАП в Нюрнберзі. Повернувшись до Фінляндії, він описав свої враження віднацистської Німеччини в книзі «Kolmannen Valtakunnan vieraana» (1936).
За фінансової підтримки видавничої компанії «Gummerus» Пааволайнен зміг вирушити в Південну Америку в 1937. Він відвідав Бразилію, Аргентину і Парагвай, написавши про свої враження у книзі «Lähtö ja loitsu і Risti ja hakaristi».

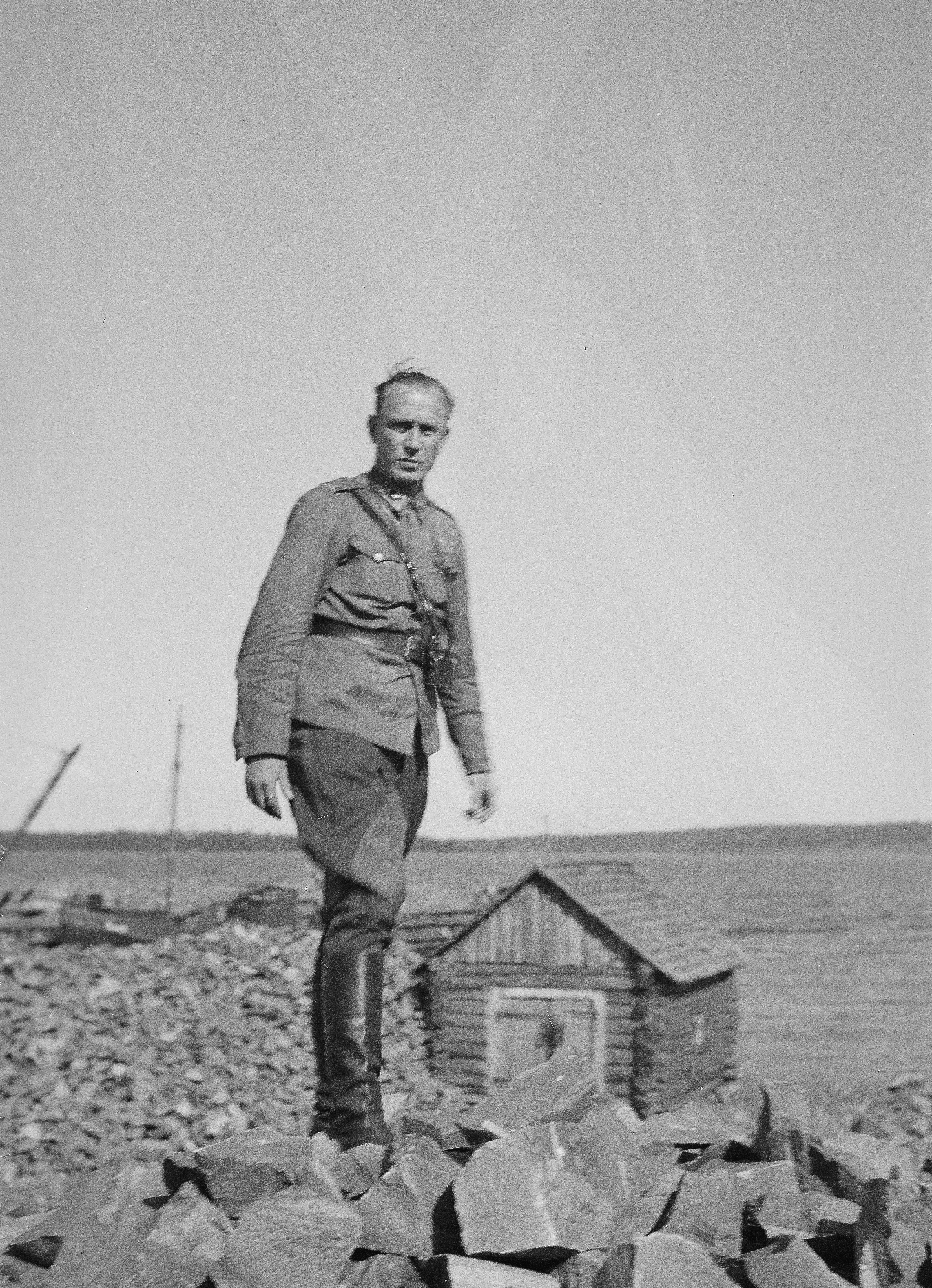
Олаві Пааволайнен під час Другої Світової війни

У 1939 році після початку совєцько-фінської війни Пааволайнена був призваний до армії. Служив у інформаційному департаменті міністерства оборони. Під час бомбардування міста Міккелі отримав поранення і залишався в лікарні до кінця війни. Після вступу Фінляндії у війну проти СРСР в 1941 Пааволайнен був знову призваний до армії.
У 1947 призначений директором театрального відділу фінського радіо. В останні роки життя часто скаржився на втому.
Пааволайнен помер 19 липня 1964 в одній з лікарень Гельсінкі. Похований на цвинтарі Гієтаніємі.

## Твори
- Valtatiet, 1928 (з Мікою Валтарі)
- Nykyaikaa etsimässä, 1929
- Keulakuvat, 1932
- Suursiivous eli kirjallisessa lastenkamarissa, 1932
- Kolmannen Valtakunnan vieraana, 1936
- Lähtö ja loitsu, 1937
- Risti ja hakaristi, 1938
- Karjala — Muistojen maa, 1940 (редактор)
- Rakas entinen Karjala, 1942 (редактор)
- Synkkä yksinpuhelu I—II, 1946